# حسين علي حمود شرف الدين
حسين بن علي بن حمود بن محمد بن يحيى شرف الدين. شاعر وعالم في الفقه وعلوم اللغة العربية. ولد عام 1918 أو 1920 في شبام كوكبان، وتوفي عام 2006. جمع بين العلوم الدينية والشعر الغنائي. اشتهر بسبب قصيدته (سلام يا من سكن إب الغروب)، وقد تغنى بها وبمعظم قصائده الفنان محمد حمود الحارثي.